# Tingvoll
Tingvoll est une kommune de Norvège. Elle est située dans le comté de Møre og Romsdal.
Elle est traversée par la route nationale 70 et la route européenne 39.